# Frade

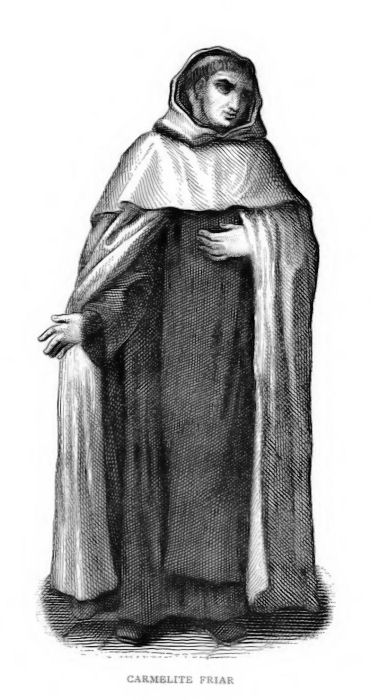
Um frade carmelita

Frade é a designação dada a um católico consagrado que pertence a uma ordem religiosa mendicante e que vive normalmente num convento. Ele tanto pode ser um clérigo como um leigo.
O título dado aos frades é frei, que deve ser usado somente anteposto ao prenome do frade e nunca como um substantivo independente (o correto é "o frade foi ordenado" e não "o frei foi ordenado"). Alguma vezes surge designado de freire, especialmente se pertencer a uma ordem militar.
As primeiras ordens cristãs compunham-se de homens ou mulheres que se retiravam do mundo para melhor poderem adorar a Deus nos grandes mosteiros que se espalharam por toda a Europa na Idade Média. No entanto, o crescimento das cidades e das pobres comunidades de pessoas que nelas viviam, sem contacto com o catolicismo, trouxeram a necessidade de um novo tipo de ordem religiosa. Este novo tipo não deveria estar tão enclausurado como o estilo de vida monástica dos monges e deveria estar mais inserido junto aos novos grandes centros urbanos.
Por estas razões, no século XIII, surgem os franciscanos (os menoritas ou irmãos menores), criados por São Francisco de Assis, em 1210. Seis anos mais tarde São Domingos fundou a Ordem dos Pregadores. Os membros destas duas ordens realizavam, para além dos tradicionais votos de castidade e obediência, o voto de pobreza, pelo que renunciavam à posse de quaisquer bens. Daí serem conhecidos por mendicantes, pois que apenas conseguiam subsistir por intermédio de esmolas e dádivas dos fiéis.
Se o rigor destas disposições foi observado no início da fundação destas ordens, o seu inicial sucesso, com a adesão de milhares de jovens por toda a Europa, o crescente peso institucional e poder político, rapidamente levaram as autoridades eclesiásticas a "aliviar" tal rigor e austeridade, permitindo que os conventos pudessem de alguma forma subsistir sem ser apenas por obra e graça da caridade alheia.
Tanto é assim que, coincidindo com o período gótico, os conventos franciscanos e dominicanos, destacaram-se pela magnificência das respectivas obras de arte e arquitectura, cujo melhor exemplo em Portugal é o dominicano Mosteiro da Batalha.
Outras importantes ordens são a dos carmelitas, que surgiram no Monte Carmelo para a Europa em meados do século XIII, e a dos eremitas, que surgiram no século XII.

## Etimologia
O termo inglês frade é derivado da palavra francesa normanda frere (irmão), do latim frater (irmão), que foi amplamente usado no Novo Testamento latino para se referir a membros da comunidade cristã. Fray é às vezes usado na Espanha e em antigas colônias espanholas, como as Filipinas ou o sudoeste americano, como um título, como em Fray Juan de Torquemada.

## Personalidades notáveis
Alguns frades se destacaram além da dedicação religiosa, contribuindo para diversas áreas da sociedade através de realizações em áreas como a arte, medicina, ciência e tecnologia.
- São Francisco de Assis: foi um frade católico da Itália. Depois de uma juventude irrequieta e mundana, voltou-se para uma vida religiosa de completa pobreza, fundando a ordem mendicante dos Frades Menores, mais conhecidos como Franciscanos, que renovaram o Catolicismo de seu tempo.
- António de Lisboa: foi um santo católico e frade da Ordem Franciscana. Ele nasceu e foi criado por uma família rica em Lisboa, Portugal, e morreu pobre em Pádua, Itália. Notado por seus contemporâneos por sua poderosa pregação, conhecimento especializado das escrituras e amor eterno e devoção aos pobres e doentes, ele foi um dos santos mais rapidamente canonizados da história da igreja.
- Beato Amadeu da Silva: foi um beato católico e frade da Ordem Franciscana, irmão de Santa Beatriz da Silva, mais conhecido pelos seus êxtases e essencialmente por ter sido um contemplativo e um reformador. O conjunto de conventos franciscanos por ele reformados tomaram o nome de "amadeístas".
- São Tomás de Aquino: foi um frade católico da Ordem dos Pregadores (dominicano) italiano, cujas obras tiveram enorme influência na teologia e na filosofia, principalmente na tradição conhecida como Escolástica. Ele foi o mais importante proponente clássico da teologia natural e o pai do tomismo.[2]
- São José de Cupertino: foi um santo da Igreja Católica que, apesar da sua grande confusão mental, chegando ao ponto se chamar a si próprio “irmão burro” perante os frades menores do Santuário da Grottella que o tinham recebido, comentava o Evangelho com toda a predileção, tal fato é visto como uma ação divina, tal como outras das suas capacidades fenomenais, que lhe foram atribuídas, nomeadamente o da levitação.[2]
- Padre Pio de Pietrelcina: foi um frade e sacerdote católico italiano, da Ordem dos Frades Menores Capuchinhos, elevado a santo pela Igreja Católica como São Pio de Pietrelcina. Foi, ainda em vida, alvo de uma veneração popular de grandes proporções, principalmente em razão de muitos carismas e dons espirituais que lhe são atribuídos: o dom da bilocação, o dom da levitação, das curas milagrosas, dos perfumes que exalava, dos estigmas, entre outros.[3]
- São João da Cruz: Grande reformador da Ordem do Carmo, é considerado, juntamente com Santa Teresa de Ávila, o fundador dos Carmelitas Descalços. João também é conhecido por suas obras literárias e tanto sua poesia quanto suas investigações sobre o crescimento da alma são consideradas o ápice da literatura mística e se destacam entre as grandes obras da literatura espanhola.[4]
- Frei Galvão: foi um frade brasileiro. Uma das figuras religiosas mais conhecidas do Brasil, famoso por seus poderes de cura,[5] Galvão foi canonizado pelo Papa Bento XVI em 11 de maio de 2007, tornando-se o primeiro santo nascido no Brasil.[6]